# Anticapitalistas (organización política)
Anticapitalistas es una organización política que funciona como confederación en el ámbito de España. Fundada en 1995 con el nombre de Espacio Alternativo, en febrero de 2009 se inscribió formalmente en el registro de partidos políticos del Ministerio de Interior como Izquierda Anticapitalista, presentándose a varias citas electorales. En enero de 2015 se transformó en asociación para integrarse en el partido político Podemos, adoptando el nombre actual. En 2020 se desligó de Podemos para actuar como partido independiente.
Se define como revolucionaria, marxista, anticapitalista, internacionalista, feminista, ecologista y socialista. Su objetivo, declaran, es recomponer el proyecto socialista mediante la creación de una expresión política unitaria y anticapitalista sustentada en el altermundismo, el movimiento obrero en sentido amplio y los movimientos sociales. A nivel internacional forma parte del Secretariado Unificado de la IV Internacional de carácter trotskista.

## Historia

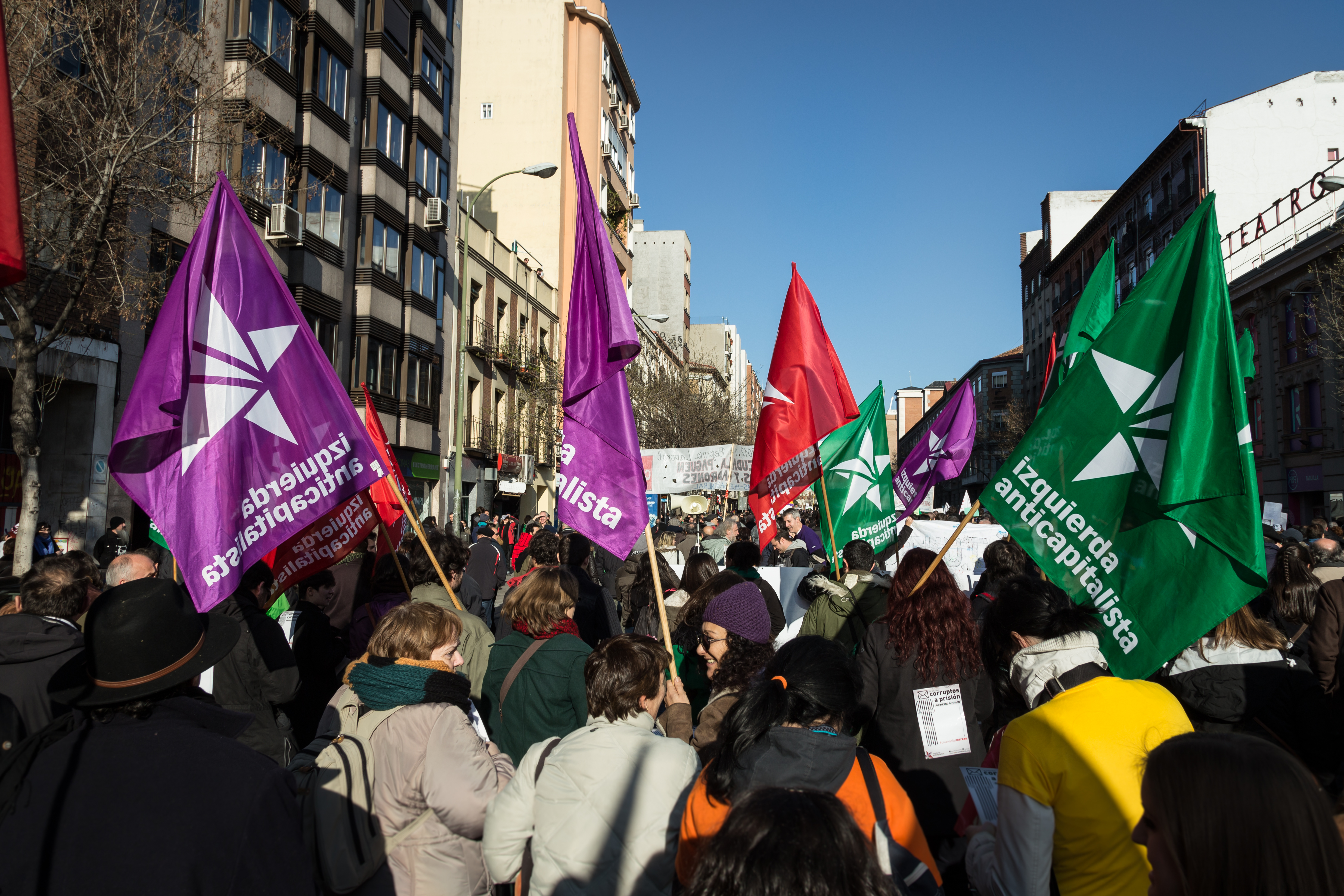
Banderas de la organización en una manifestación de 2013.

### Origen como Espacio Alternativo (1995-2008)
En 1991 la Liga Comunista Revolucionaria (LCR) y el Movimiento Comunista (MC) confluyeron para formar el nuevo partido político Izquierda Alternativa. Sin embargo esta fusión no prosperó, los grupos volvieron a separarse y los militantes de la extinta LCR conservaron el nombre de Izquierda Alternativa. A finales de 1993 una parte de esta militancia se integró en Izquierda Unida (IU). Desde 1995 actuó como colectivo crítico con el nombre de Espacio Alternativo y en 1998 se constituyó como corriente organizada dentro de IU y, a la vez, organización política.
Por entonces Espacio Alternativo contaba también con el apoyo de algunos independientes ecosocialistas de esta coalición. Posteriormente la organización fue sumando miembros dentro y fuera de IU. Sin embargo, perdió luego cierto peso como corriente interna de IU fundamentalmente debido al distanciamiento de ecosocialistas que participaron en su fundación. Algunos destacados dirigentes de IU vinculados a Espacio Alternativo —como, por ejemplo, Julio Setién, Oskar Matute o Concha Denche— abandonaron la corriente en 2005. Espacio Alternativo quedó de facto como una organización mayoritariamente externa a Izquierda Unida, pero con la incorporación de una nueva generación de activistas procedentes del movimiento antiglobalización y de los movimientos estudiantiles.
Con esta denominación, Espacio Alternativo celebró cinco encuentros confederales. En el último, en diciembre del 2007, entre otras cosas se aprobó una resolución por la cual abandonaba definitivamente Izquierda Unida.

### Creación de Izquierda Anticapitalista
El 22 de noviembre de 2008 la organización celebró una conferencia política en la que se vertebró como partido político, con la intención manifiesta de presentarse a las elecciones europeas de 2009. En ese mismo encuentro, se acordó, con un 70% de los votos, abandonar el nombre de Espacio Alternativo y adoptar el de Izquierda Anticapitalista.

#### Elecciones al Parlamento Europeo de 2009
Para concurrir a la cita electoral, se inició en todo el territorio estatal una campaña de recogida de las 15 000 firmas necesarias. Finalmente, consiguió reunir más de 18 000, lo que permitió a Izquierda Anticapitalista presentar una candidatura con la activista Esther Vivas como cabeza de lista a las elecciones europeas.
La propuesta política de Izquierda Anticapitalista concitó cierto seguimiento mediático durante la campaña. El diario Público dedicó algunos artículos al nuevo partido. Además, el 2 de junio de 2009 se difundió un Manifiesto internacional de apoyo a Izquierda Anticapitalista. Este manifiesto fue respaldado, entre otros, por el cineasta Ken Loach, el portavoz del Nuevo Partido Anticapitalista francés Olivier Besancenot, los intelectuales Noam Chomsky, Mike Davis, Slavoj Zizek, Gilbert Achcar, Robert Brenner, Daniel Bensaïd, Michael Löwy, Enzo Traverso, Michel Husson, Catherine Samary y Philippe Corcuff, los activistas vinculados al movimiento altermundialista Éric Toussaint, Michel Warschawski, Lea Tsemel y Daniel Tanuro, varios dirigentes de la Izquierda Anticapitalista Europea, y los activistas latinoamericanos Roland Denis, Stalin Pérez Borges, Luis Bueno Rodríguez y Silvia Resendiz Flores. Incluso el presentador de televisión Jesús Vázquez mencionó la candidatura durante una gala del programa Operación Triunfo.
Finalmente, recibió 19 880 votos (0,13%) en su primera cita electoral. Por tanto, no obtuvo representación en el Parlamento Europeo. Consiguió su mejor resultado en la provincia de Barcelona, donde alcanzó el 0,26% de los votos.
Los primeros puestos de la candidatura fueron los siguientes:
1. Esther Vivas. Activista antiglobalización y articulista.
2. Carmen San José Pérez. Sindicalista en la sanidad y miembro del Movimiento Asambleario de Trabajadores de Sanidad (MATS).
3. Raúl Camargo. Activista social y exportavoz del Foro Social Mundial en Madrid en 2008.
4. Carlos Fernández Liria. Profesor de universidad. Una de las principales referencias en la lucha anti-Bolonia.
5. Alejandro García. Sindicalista de CCOO y activista del movimiento estudiantil.
6. Rocío Varela. Miembro del comité de empresa del Hotel Juan Carlos I de Barcelona.
7. Judith Carreras. Activista del movimiento feminista y de la campaña por el derecho al aborto.
8. Alberto Arce. Periodista y autor de varios documentales reconocidos.
9. Joseba Fernández. Investigador en la Universidad del País Vasco y activista del movimiento anti-Bolonia.
10. Patxi Ibarrondo. Activista vinculado a medios de comunicación alternativos y director del semanario La Realidad.
11. Jessica Manrique. Estudiante y activista del movimiento anti-Bolonia.
12. Jaime Pastor. Fundador y exrepresentante de Espacio Alternativo en la dirección de Izquierda Unida. Profesor de Ciencias Políticas.

#### Elecciones al Parlamento de Cataluña de 2010
Su referente en Cataluña, Revolta Global-Esquerra Anticapitalista, se presentó junto con Corriente Roja y Lucha Internacionalista a las elecciones autonómicas catalanas de 2010 dentro de la candidatura unitaria Des de Baix, encabezada por la activista social Esther Vivas, obteniendo un resultado discreto (0,23 %).

#### Elecciones generales de 2011
Izquierda Anticapitalista se presentó a las elecciones generales de 2011 en el marco de la coalición Anticapitalistas, con Revolta Global, En lluita y Los Verdes de la Comunidad de Madrid. Tras la reforma de la legislación electoral española que exigía recoger un 0,1% de firmas por circunscripción en la que quisieran presentarse, tuvieron la ayuda del actor Willy Toledo, la periodista Olga Rodríguez y Javier Couso, hermano de José Couso. Previamente había realizado negociaciones con Izquierda Unida (IU) y otras fuerzas de la izquierda, buscando la posibilidad de una coalición de la izquierda alternativa. Finalmente, IA rechazó una coalición con IU por diferencias conceptuales sobre dicha candidatura unitaria.
Al igual que en 2009, varios conocidos intelectuales como Noam Chomsky, Ken Loach, Mike Davis, Michael Löwy, Éric Toussaint, Claudio Katz o Alex Callinicos firmaron un manifiesto pidiendo el voto a la coalición Anticapitalistas en las elecciones generales de 2011, por considerar que representaba "un paso" hacia la creación de "una alternativa anticapitalista, ligada a las luchas sociales y comprometida con los y las de abajo".
Además de las cuatro circunscripciones catalanes, en las que actúa Revolta Global, Anticapitalistas presentó candidaturas en otras nueve circunscripciones: Almería, Burgos, Cádiz, Cantabria, Granada, Guadalajara, Madrid, Sevilla y Zamora. Antikapitalistak, entidad soberana y referente de Izquierda Anticapitalista en el País Vasco y Navarra, anunció que no participaría en las elecciones. El cabeza de lista por Madrid fue Miguel Urbán.
Anticapitalistas obtuvo 24 456 votos (0,10% de los votos válidos en toda España), que no le permitieron obtener ningún escaño. Los mejores resultados los obtuvo Revolta Global, notablemente en Barcelona, donde obtuvieron 11 307 votos (0,43%). Fuera de Cataluña, el mejor resultado de Izquierda Anticapitalista se dio en Madrid, donde obtuvo 6508 votos (0,19%).

#### Elecciones al Parlamento de Cataluña de 2012
En las elecciones al Parlamento de Cataluña de 2012 dio su apoyo a la Candidatura d'Unitat Popular-Alternativa d'Esquerres (CUP) ('Candidatura de Unidad Popular-Alternativa de Izquierdas'), que obtuvo 126 435 votos (3,47%) y tres diputados.

#### Elecciones al Parlamento Europeo de 2014
Izquierda Anticapitalista (IA) decidió no presentarse como tal a las elecciones europeas de 2014. Sin embargo, pidió el voto para la candidatura de Podemos, cuyo origen se encuentra ligado al manifiesto Mover ficha: convertir la indignación en cambio político, presentado en enero de ese año y previamente esbozado en un boletín interno de IA. Podemos finalmente obtuvo 1 253 837 votos (7,98%) y cinco escaños, entre ellos el de la militante de IA Teresa Rodríguez.

#### Elecciones al Parlamento Europeo de 2024
Tras un debate interno y con un 90% de los votos, Anticapitalistas decidió no presentarse a las elecciones al Parlamento Europeo de 2024 porque no se darían «las condiciones para que esa experiencia sea provechosa para una fuerza que aspira a ser revolucionaria».

### Constitución de Anticapitalistas
Tras los buenos resultados obtenidos, a finales de 2014 Podemos celebró un congreso fundacional, en el que definió sus reglas de funcionamiento como partido político, que prohibían a sus cargos orgánicos militar en cualquier otro partido de ámbito estatal. Por este motivo, Izquierda Anticapitalista adelantó su II Congreso a enero de 2015, en el que se decidió cambiar de nombre y estructura jurídica, para que sus militantes pudieran integrarse en Podemos y optar a sus órganos directivos. Con el apoyo del 82,6%, el congreso aprobó pasar a definirse como un movimiento denominado Anticapitalistas.
El 21 de febrero, discrepancias internas en la organización sobre la estrategia política y la orientación definida con respecto a Podemos culminaron en la expulsión de la asociación de los militantes de Almería y Granada y gran parte de los de Málaga. Posteriormente estos colectivos, junto a otros militantes que abandonaron Anticapitalistas, formaron la organización política Izquierda Anticapitalista Revolucionaria (IZAR).

#### Ruptura con Podemos y recuperación de soberanía
En las elecciones generales de España de noviembre de 2019 Anticapitalistas pidió el voto para Unidas Podemos, en un comunicado en el que también expresaba diferencias con la línea estratégica de la coalición. Estas diferencias provocaron que en mayo de de 2020 Anticapitalistas ratificara su salida de Podemos con un 89% de votos a favor, un 7,5% de abstenciones y un 3% en contra. Tras su III Congreso confederal, celebrado a finales de 2021, deja atrás la fórmula asociación y vuelve a definirse como organización política.
Para las elecciones a la Asamblea de Madrid de 2021 pidió el "voto crítico" a Unidas Podemos y Más Madrid.
De cara a las elecciones al Parlamento de Andalucía de 2022, Anticapitalistas se presenta junto a Izquierda Andalucista, Primavera Andaluza y Defender Andalucía en la coalición Adelante Andalucía. Adelante Andalucía se había presentado ya a las elecciones anteriores, pero la ruptura entre Anticapitalistas y Podemos provocó una crisis en el seno de la coalición "Adelante Andalucía" que se saldó con la renuncia de Podemos Andalucía e IULV-CA a la coalición, y la creación de Por Andalucía como otra coalición aparte.

## Funcionamiento interno

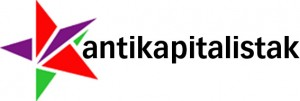
Logotipo de la organización en el País Vasco y Navarra

Anticapitalistas es una organización compuesta a su vez por diversas organizaciones territoriales, la mayoría federadas y cuatro confederadas: la gallega Anticapitalistas Galiza, la vasca Antikapitalistak (en País Vasco y Navarra), la andaluza Anticapitalistas Andalucía y la catalana Anticapitalistes (antigua Revolta Global-Esquerra Anticapitalista). La organización madrileña se constituyó como partido de ámbito regional el 1 de marzo de 2019 para presentarse a las elecciones autonómicas y municipales de ese año.

## Publicaciones
Su órgano de expresión es la publicación Poder Popular y, a su vez, sus juventudes editan periódicamente la revista Combate Estudiantil. Asimismo, varios de sus miembros tienen una presencia destacada en el consejo asesor de la revista de análisis socialista Viento Sur.

## Relación con otros movimientos
Anticapitalistas prioriza el trabajo en las plataformas ciudadanas de izquierda y fomenta el movimiento antiglobalización. Su ámbito de intervención política radica en los movimientos sociales (como el movimiento feminista, ecologista, estudiantil, por la vivienda digna), en el movimiento sindical (en las mareas por los servicios públicos y comunes y en los sindicatos de clase) y en las localidades donde tiene presencia a través del trabajo en asociaciones vecinales y asambleas populares.

## Miembros destacados
Entre sus miembros más destacados están Jaime Pastor, Miguel Urbán (eurodiputado), Teresa Rodríguez (exdiputada en el Parlamento de Andalucía y portavoz de Adelante Andalucía), José María González Santos (exalcalde de Cádiz), Rommy Arce (exconcejala de Madrid), Raúl Camargo (exdiputado en la Asamblea de Madrid), Andreu Escobar (exsecretario general de Podemos Badalona) y Laura Camargo (exdiputada del Parlamento de las Islas Baleares). En su día, Luis Alegre e Isabel Serra también fueron miembros de Izquierda Anticapitalista. Uno de sus miembros históricos fue Miguel Romero Baeza.

## Universidad de verano
Cada año organiza una Universidad de verano. En la edición de 2013 participaron destacados militantes como Jaime Pastor y Esther Vivas, junto con los de otras organizaciones como Alberto Garzón y Sabino Cuadra, y profesores universitarios como Pablo Iglesias Turrión y Juan Carlos Monedero.

## Relaciones internacionales
Anticapitalistas está adscrita a Izquierda Anticapitalista Europea, una red heterogénea de grupos políticos comunistas de diversas tendencias y con presencia de movimientos de inspiración trotskista, marxista o nacionalista. A su vez, participa en el Secretariado Unificado de la IV Internacional y se autoconsidera heredera de la antigua LCR y del antiguo POUM.